# Cold Blood
Cold Blood, também conhecido como Cold Blood Legacy (bra: Vingança a Sangue Frio), é um filme de ação e suspense de 2019 escrito e dirigido por Frédéric Petitjean e estrelado por Jean Reno, Sarah Lind, Joe Anderson e Samantha Bond. Estreou em 15 de maio de 2019.

## Sinopse
Quando um assassino aposentado encontra uma garota gravemente ferida perto de sua casa isolada à beira do lago, corre o risco de estragar seu disfarce para ajudar a garota ou deixá-la morrer.

## Elenco
- Jean Reno como Henry[3]
- Sarah Lind como Charlie
- Joe Anderson como Kappa
- David Gyasi como Malcolm
- Ihor Ciszkewycz como Davies
- François Guétary como Brigleur
- Samantha Bond como Sra. Kessler
- Jean-Luc Olivier como Sr. Kessler
- Larisa Rusnak como Katy

## Recepção
O filme recebeu críticas geralmente negativas. A revista Variety chamou Cold Blood de “instantaneamente esquecível”, o jornal The Observer o chamou de “thriller chato” enquanto a revista The Hollywood Reporter disse que, apesar de o filme apresentar “um cenário coberto de neve de tirar o fôlego” e ser “bem filmado”, o “resultado é um filme tão sem sentido quanto sem graça”.